# Võnnu
Võnnu (em estoniano:  Võnnu vald) é um município rural estoniano localizado na região de Tartumaa.